# Kumpusaari (ö i Norra Karelen, Joensuu, lat 62,50, long 29,11)
Kumpusaari är en ö i Finland. Den ligger i sjön Suurijärvi och i kommunen Libelits i den ekonomiska regionen  Joensuu ekonomiska region  och landskapet Norra Karelen, i den sydöstra delen av landet, 300 km nordost om huvudstaden Helsingfors. Öns area är 1,4 hektar och dess största längd är 170 meter i sydväst-nordöstlig riktning.